# サンタ・クララ島 (サン・セバスティアン)
サンタ・クララ島（スペイン語: Isla de Santa Clara, バスク語: Santa Klara uhartea）は、大西洋・ビスケー湾のラ・コンチャ湾に浮かぶ無人島である。スペイン・サン・セバスティアンに属する。

## 地理
サン・セバスティアン市街地の正面、ラ・コンチャ湾のほぼ中央部に浮かんでおり、湾を挟んで東側にはモンテ・ウルグルがあり、西側にはモンテ・イゲルドがある。最高標高は48m、全長約400mである。山がちであり島内を散策するのは困難である。16世紀末にはサン・セバスティアンの町に疫病が蔓延し、疫病に感染した住民は感染の拡大を防ぐためにサンタ・クララ島に隔離された。1968年10月31日の法令によって島は公用地となった。
6月1日から9月30日までの夏季にはサン・セバスティアンの港から30分おきに小型船が運航されている。小規模な港と小規模なビーチがあり、夏季にはバルやレストランが営業される。島内には無人のサンタ・クララ島灯台があり、白色光のフラッシュを5秒に1回発している発光部は海面から約53 mの高さに存在する。夏季には多くの観光客がサンタ・クララ島を訪れるため、狭い島ながらビーチはライフガードによる安全管理が行われる。
ポップロックバンドのラ・オレハ・デ・バン・ゴッホは「Inmortal」という曲でサンタ・クララ島に言及している。

## 写真集

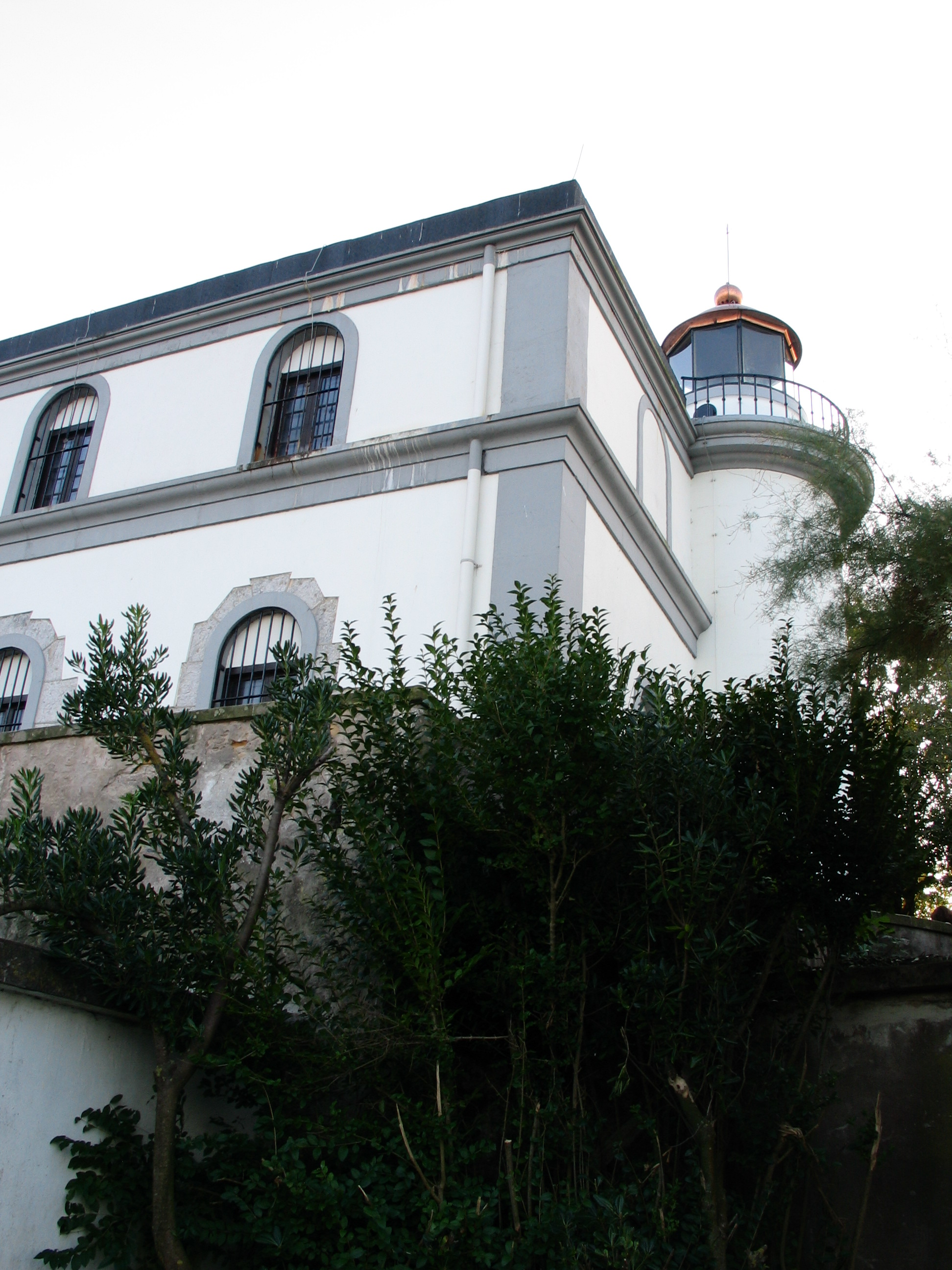
サンタ・クララ島灯台
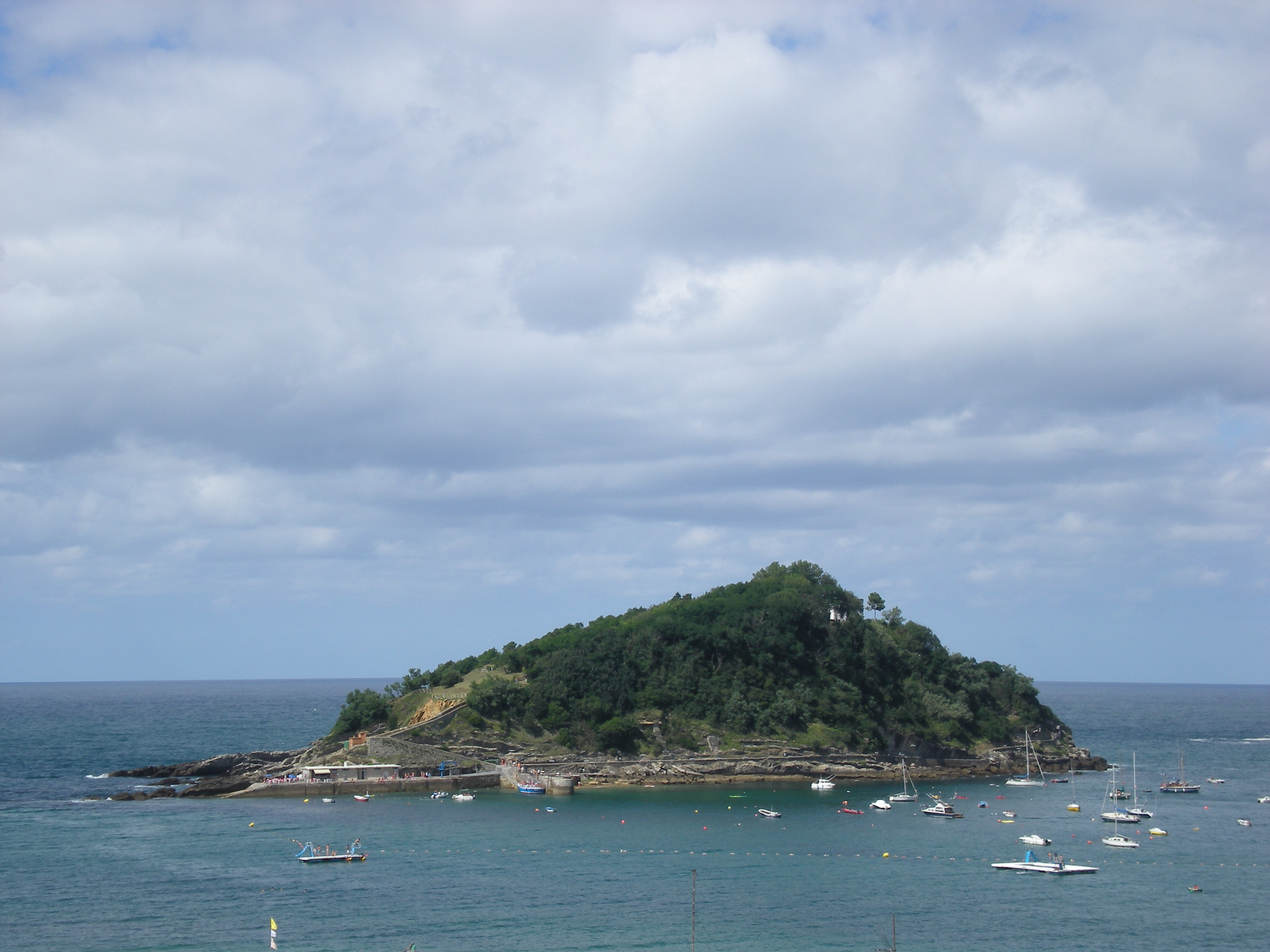
南方から
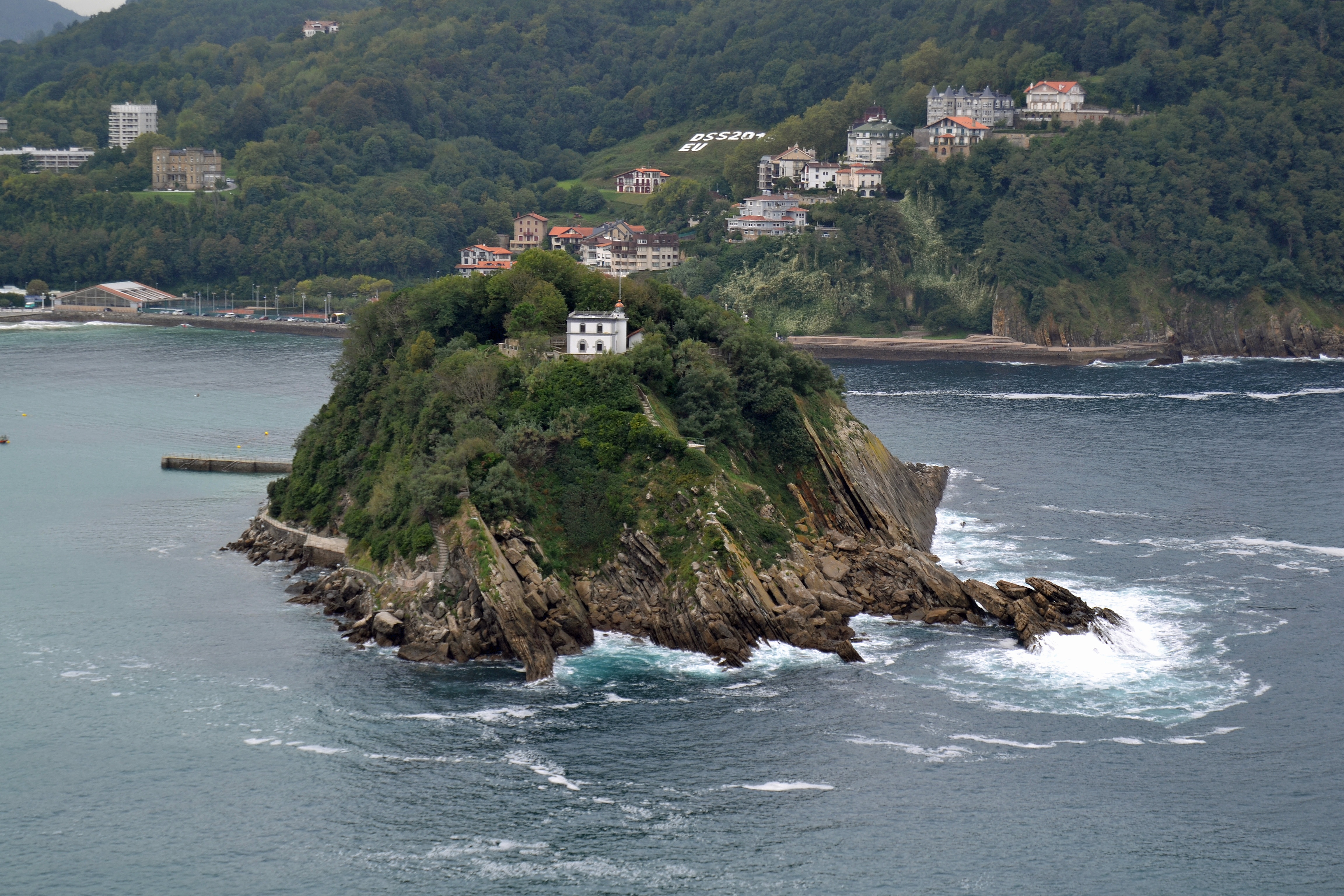
東方から
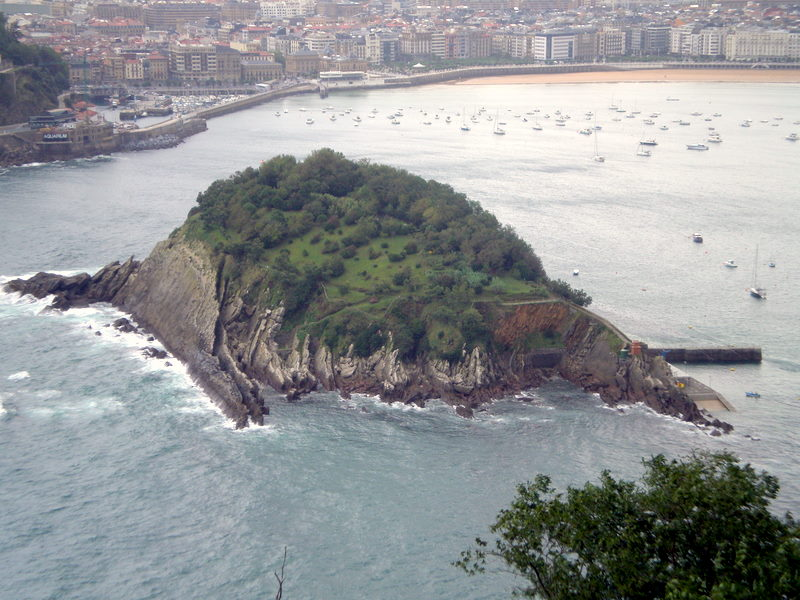
北方から